# 豐木站
豐木站（日语：／ Toyoki eki */?）是位於岐阜縣揖斐郡大野町，名古屋鐵道谷汲線的鐵道車站（廢站）。

## 歷史
- 1926年（大正15年）4月6日 - 谷汲鐵道黑野站至谷汲站之間開通，此站啟用[2][3]。
- 1944年（昭和19年）
  - 3月1日 - 谷汲鐵道被名古屋鐵道收購合併，成為名古屋鐵道谷汲線的車站[3]。
  - 日時不詳 - 車站暫停營業[4]。
- 1946年（昭和21年）9月15日 - 車站重開，同時成為無人車站[5]。
- 2001年（平成13年）10月1日 - 谷汲線全線廢除，此站也被廢除[4]。

## 車站構造
截至車站廢除前，此站是地面車站，設有1面1線的單式月台。曾經此站設有島式月台。

### 配線圖
| ← 谷汲方向      | 豐木站 站內配線略圖 | → 黑野方向 |
| 图例 参考文献： |                     |            |

## 使用狀況
- 在中提及在1992年度，當時1日平均上下車人次為224人，為除岐阜市內線均一車費區間內各站（岐阜市內線、田神線、美濃町線徹明町站至琴塚站之間）外名鐵所有車站（342站）中排名第313，揖斐線、谷汲線之間（24站）排名第12[1]。

## 相鄰車站
名古屋鐵道
谷汲線
黑野北口－豐木－稻富

## 注腳
1. 1 2  名古屋鐵道廣報宣傳部（編）. . 名古屋鐵道. 1994: 651–653.
2. ↑  「地方鉄道運輸開始」《官報》1926年4月13日（國立國會圖書館數碼化資料）
3. 1 2  . 鄉土出版社（日语：郷土出版社）. 1997: 220–230. ISBN 4-87670-097-4 （日语）.
4. 1 2  今尾惠介（監修）.  7 東海. 新潮社. 2008: 52–53. ISBN 978-4-10-790025-8 （日语）.
5. ↑  名古屋鉄道広報宣伝部（編）. . 名古屋鐵道. 1994: 882 （日语）.
6. ↑  川島令三. . 名古屋北部・岐阜篇 1. 草思社（日语：草思社）. 1997: 146. ISBN 4-7942-0796-4 （日语）.
7. ↑  電氣車研究會（日语：電気車研究会），《鐵道畫刊（日语：鉄道ピクトリアル）》通卷第473號 1986年12月 臨時增刊号 「特集 - 名古屋鐵道」，附圖「名古屋鐵道路線略圖」